# SITD
I SITD, scritto anche [:SITD:], sono un gruppo musicale Tedesco di genere electro-industrial, formatosi nel 1996 ma attivo discograficamente solo a partire dal 2003, con l'uscita del primo album Stronghold. L'acronimo del nome della band sta per "Shadows in the Dark".

## Discografia
- 2003 – Stronghold
- 2005 – Coded Message: 12
- 2007 – Bestie:Mensch
- 2009 – Rot
- 2011 – Icon:Koru
- 2014 – Dunkelziffer